# Subantarctia stewartensis
Subantarctia stewartensis là một loài nhện trong họ Orsolobidae.
Loài này thuộc chi Subantarctia. Subantarctia stewartensis được Raymond Robert Forster miêu tả năm 1956.